# 1667 Pels
1667 Pels este un asteroid din centura principală, descoperit pe 16 septembrie 1930, de Hendrik van Gent.